# Befelé forduló
A befelé forduló egyes heraldikusok címerleírásaiban a pajzs belseje felé néző címerkép, főképp címerállat.
A pajzsban a címerkép csak az osztott címerekben lehet befelé forduló, melyet az osztóvonalak mezőkre tagoltak és ezáltal létrejön a pajzs belseje is. A befelé fordulás szinte kizárólagosan a négyelt címerben található meg, de lehetséges a hasított pajzsban is. A négyelt címerekben általában az jellemzi, hogy az eredetileg jobbra néző címerállatot tartalmazó két címer egyesítése után az 1. és 4. mező címerállatát balra fordítják, hogy a pajzs belseje, valamint a 2. és 3. mező címerállata felé nézzen. A befelé fordulás kialakulására tehát a heraldikai udvariasság és az esztétikai szempontok hatnak, mert a befelé fordulás nélkül minden címerállat jobbra nézne, ami művészileg kevésbé esztétikus elrendezés. Befelé forduló lehet a sisak és a sisakdísz is.
Befelé forduló oroszlán(ok) van(nak) az Ambrózi, Apponyi, Gyulai, Inkey, Jósika, griffek a Draskovich, medvék a Hunyady, lovasok a Jeszenszky család címerében.